# Festival de Ravena
O Festival de Ravena é um festival de ópera que acontece anualmente no verão na cidade de Ravena, na Itália. Foi fundado em 1990  por Maria Christina Muti, a esposa do maestro Riccardo Muti, que faz apresentações regularmente no festival. Tipicamente, são executadas doze obras no festival, incluindo óperas de Vincenzo Bellini e Donizetti, e apresentam-se lá companhias famosas, como a Ópera Estatal de Viena e o Teatro Mariinsky.